# آرون كينكيد
آرون كينكيد (بالإنجليزية: Aron Kincaid)‏ هو عارض وممثل أمريكي، ولد في 15 يونيو 1940 في لوس أنجلوس في الولايات المتحدة، وتوفي بنفس المكان في 6 يناير 2011.

## أعمال

### أفلام
- (1960) سبارتاكوس[4][5]

### مسلسلات
- باتمان

## وصلات خارجية
- آرون كينكيد على موقع IMDb (الإنجليزية)
- آرون كينكيد على موقع قاعدة بيانات الأفلام السويدية (السويدية)
- آرون كينكيد على موقع قاعدة بيانات الفيلم (الإنجليزية)